# José Enrique Gutiérrez
José Enrique Gutiérrez Cataluña (Valencia, 18 giugno 1974) è un ex ciclista su strada spagnolo, professionista dal 1998 al 2012 e secondo classificato al Giro d'Italia 2006.

## Carriera
Dopo essersi laureato campione spagnolo a cronometro tra gli Elite nel 1997, passò tra i professionisti l'anno successivo con la squadra spagnola Kelme-Costa Blanca. Nel corso della sua carriera vinse due frazioni al Critérium du Dauphiné Libéré, ottenendo i maggiori successi nelle principali corse a tappe: si impose infatti in una tappa della Vuelta a España 2004 e si piazzò al secondo posto nella classifica finale del Giro d'Italia 2006.
Al termine della stagione 2006 fu coinvolto nell'inchiesta doping denominata Operación Puerto, venendo identificato dalla Guardia Civil spagnola come cliente del dottor Eufemiano Fuentes, presso il quale si riforniva utilizzando differenti pseudonimi tra cui Búfalo (suo soprannome), Guti e Catalán. A causa del suo coinvolgimento nella suddetta operazione, nel 2008 rimase inattivo, accasandosi l'anno seguente con la Rock Racing. Nel dicembre 2009 fu colpito da una polmonite che lo debilitò notevolmente mentre poco tempo dopo, il 5 marzo 2010 annunciò il suo ritiro dal professionismo in seguito allo scioglimento della propria squadra.
Nel febbraio 2011 annunciò il ritorno in attività, in forza alla squadra colombiana Gobernación de Antioquía-Indeportes Antioquía, squadra nelle cui file militò fino al 2012 prima del definitivo ritiro.
Attualmente, 2023, è Presidente della FCCV (FEDERAZIONE CICLISTA DELLA COMUNITÀ VALENCIANA).

## Palmarès
- 1996 (dilettanti)

Classifica generale Vuelta Ciclista a León
- 1997 (dilettanti)

Campionati spagnoli, Prova a cronometro
- 2000 (Kelme, una vittoria)

3ª tappa Gran Premio Internacional Mitsubishi MR Cortez
- 2002 (Kelme, una vittoria)

7ª tappa Critérium du Dauphiné Libéré (Morzine > Ginevra)
- 2004 (Phonak, due vittorie)

2ª tappa Critérium du Dauphiné Libéré (Bron > Saint-Étienne)
20ª tappa Vuelta a España (La Vega de Alcobendas > Puerto de Navacerrada)

## Piazzamenti

### Grandi Giri
- Giro d'Italia

1998: ritirato (18ª tappa)
2000: ritirato (18ª tappa)
2006: 2º
- Tour de France

2001: 25º
2002: 29º
2003: 41º
2004: 28º
2005: 49º
- Vuelta a España

2000: 36º
2001: ritirato (8ª tappa)
2002: 37º
2003: 34º
2004: 31º
2005: ritirato (4ª tappa)

### Classiche monumento
- Milano-Sanremo

2000: 161º
2001: ritirato
2002: 116º
2003: ritirato
2007: ritirato
- Giro delle Fiandre

2002: ritirato
- Liegi-Bastogne-Liegi

2004: ritirato
- Giro di Lombardia

2000: 28º
2003: ritirato

### Competizioni mondiali
- Campionato del mondo

Plouay 2000 - In linea Elite: 158º
Zolder 2002 - In linea Elite: 158º